# Luigi Bonazzi
Luigi Bonazzi (Perugia, 3 marzo 1811 – Perugia, 2 aprile 1879) è stato uno storico e attore teatrale italiano.

## Biografia
Cominciò dapprima studiando medicina, insegnandola pure nelle facoltà di Ascoli e Perugia, successivamente iniziò a interessarsi alla recitazione ed al teatro più in generale esordendo come attore nel 1843 in una compagnia della sua regione che ebbe vita breve.
Senza abbandonare del tutto l'insegnamento, ove tornerà definitivamente nel 1866, continuò a lavorare con le maggiori compagnie dell'epoca, come la Lombarda di Alamanno Morelli, o la Coltellini, fino a creare una compagnia tutta sua nel 1860, insieme ad attori come Adelaide Tessero e Enrico Cappelli. Diresse per un breve periodo anche un teatro a Città di Castello.
Il suo ruolo in scena era diviso tra il generico e il caratterista, anche se divenne celebre più per la sua attività di critico e studioso di fatti storici, come dimostra la sua opera principale, Storia di Perugia dalle origini al 1860.
A Luigi Bonazzi è stata dedicata l'Università popolare di Perugia, una storica Associazione Culturale ed una via nel centro storico.